# Perxe de la Baijunga
El Perxe de la Baijunga és una obra d'Ascó (Ribera d'Ebre) inclosa a l'Inventari del Patrimoni Arquitectònic de Catalunya. Els perxes són trams de carrer coberts mitjançant embigats amb arcades de pedra que es van formar al créixer les cases damunt dels carrers.

## Descripció
Entre el carrer Major, i el carrer de Baix, tots dos dins el nucli antic de la Vila de Dins, està el costerut carrer Baijunga, amb el seu perxe, o porta, encarada al carrer de Baix. Està construït sota un edifici entre mitgeres de tres nivells d'alçat, que a la cara posterior conserva part del revestiment ceràmic mudèjar. L'embigat original ha estat substituït per un de nou de formigó.

## Història
El seu nom ens ho diu tot: "Bab = porta" i "Junga = petit castell". Era l'entrada des de dins la Vila de Dins a la Torreta de la Vila, ara Ca Estisora, casa on es van descobrir els documents inèdits de la Carta de Població d'Ascó després de l'expulsió dels moriscs, on consta l'autorització de permanència d'unes quantes famílies, retornades. Henri Lapeyre, historiador francès, va ésser el primer que va tractar dels moriscs expulsats de l'Ebre, i es queixava que no li sortien els comptes bé per mancar-li onze famílies d'Ascó, que havien estat expulsades i que a l'embarcament al port dels Alfacs, no constaven. Aquestes onze famílies sembla que retornaren a Ascó i se'ls hi donà carta de població, segons el document localitzat a Ca Estisora.